# Ermita de la Virgen del Pilar (El Castellar)
La ermita de la Virgen del Pilar es una ermita del siglo XVIII dedicada a la Virgen del Pilar situada en el municipio turolense de El Castellar. Se encuentra a unos tres kilómetros de El Castellar en dirección a Formiche Alto. Se trata de un edificio de una nave de cuatro tramos con cubierta por bóveda de medio cañón y lunetos. Cuenta con un pórtico con cuatro columnas y alero de madera.
Cada primero de mayo se celebra su festividad con una misa, procesión y degustación de dulces.